# Valentin Tschudi
Valentin Tschudi (* 14. Februar 1499 in Glarus; † 8. Dezember 1555 in Glarus) war ein Schüler von Huldrych Zwingli, katholischer Priester, gemässigter Reformator, einer der wenigen Vertreter der Via media der Reformation, erster evangelisch-reformierter Pfarrer in Glarus und Glarner Chronist der Jahre 1521 bis 1533.

## Leben
Tschudi war ein Sohn des Ritters Marquard Tschudi und seiner Frau Margaretha Zyli. Er war ein Cousin von Aegidius Tschudi, Jost Tschudi und Ludwig dem Jüngeren. Tschudi war ein lernfähiger Schüler des noch katholischen Priesters Huldrych Zwingli in Glarus, der von 1506 bis 1516 dort tätig gewesen war. Er besuchte seinen anspruchsvollen Unterricht und lernte bei ihm die alten Sprachen. Vermutlich auf Zwinglis Rat hin studierte er 1512/1513 bei Joachim Vadian in Wien, 1513 in Pavia, 1515 beim Universalgelehrten Glarean in Basel und von 1517 bis 1521 in Paris mit seinen Verwandten Gilg und Peter Tschudi. 
1522 wurde Tschudi Pfarrer in Glarus, dieses Amt übte er bis zu seinem Tod 1555 aus. Zur Primiz, zu dessen Einführung am 12. Oktober, war auch Zwingli anwesend und hatte sogar gepredigt. Tschudi kann somit als der erste evangelische Pfarrer in Glarus angesehen werden. Er wirkte aber vermittelnd und mässigend, predigte und übte Seelsorge für Gläubige beider Konfessionen und las den Katholiken bis zu seiner Heirat 1530 und der damit folgenden Suspension die Heilige Messe. Danach war er weiterhin noch als Messdiener tätig, weil es zu wenig Priester gab. Er war ein sogenannter Vertreter der Via media der Reformation, die den Erneuerungsbedarf in der katholischen Kirche anerkannten, aber Unordnung, Gewalt, Chaos und eine Kirchenspaltung vermeiden wollten.
Seine Chronik der Jahre 1521 bis 1533 war vorwiegend in Jahresform gehalten, die ihn als informierten und kompetenten Beobachter auswies. Sie ist eine der wichtigsten Quellen zur Geschichte der Reformation im Kanton Glarus. 
1555 starb der vielseits geachtete Pfarrer Tschudi an der Pest. Nachfolger als Pfarrer in Glarus wurde Fridolin Brunner, der zuvor Reformator und Pfarrer in verschiedenen Dörfern südlich von Glarus war.

## Werke
- Chronik der Reformationsjahre 1521–1533.
  - Hrsg. v. J. J. Blumer in: Archiv für Schweizer Geschichte. IX. Band. Zürich 1853, S. 335–451. Digitalisat
  - Hrsg. v. J. Strickler in: Jahrbuch Glarner historischer Jahrbücher, Heft 2, 1888.